# Chapelle Sainte-Croix de Prague
La chapelle Sainte-Croix, ou Kaple svatého Kříže en tchèque, est une chapelle du château de Prague, à Prague, en République tchèque. Construite au XVIIIe siècle, elle abrite aujourd'hui le trésor de Saint-Guy.